# تایلر مورتون
تایلر مورتون (انگلیسی: Tyler Morton؛ زادهٔ ۳۱ اکتبر ۲۰۰۲) بازیکن فوتبال اهل انگلستان است که در پست هافبک دفاعی برای باشگاه لیون در لیگ فرانسه بازی می‌کند. 
از باشگاه‌هایی که در آن بازی کرده‌است می‌توان به باشگاه فوتبال لیورپول و لیون اشاره کرد. 
وی همچنین در تیم‌های ملی فوتبال زیر ۲۰ سال و زیر ۲۱ سال انگلستان بازی کرده است.